# Stedten an der Gera
Stedten an der Gera ist ein Teil des Ortsteils Bischleben-Stedten der thüringischen Landeshauptstadt Erfurt. Das Schloss Stedten der Grafen von Keller und das Rittergut wurden 1948/49 abgerissen. Damit änderte sich der Charakter des Dorfes einschneidend.

## Geografie
Stedten liegt im Südwesten der Stadt, eingebettet in die Ausläufer des Fahnerschen Höhenzuges und des Steigerwaldes im Tal der Gera.

## Geschichte
Bereits 1290 wird Stedten in einer Urkunde als Besitz Rüdiger von Stedins erwähnt. 1400 ging Stedten an Rudolf von Ziegler, einen Lehensmann der Grafen von Gleichen. Im Jahre 1613 gehörte Stedten zum Fürstentum Schwarzburg-Sondershausen, das Lehen hatte zu dieser Zeit eine Familie von Grieben inne. 1667 wechselte der Ort, der zur unteren Grafschaft Gleichen gehörte, zum Herzogtum Sachsen-Gotha, dem es bis 1918 angehörte. Zwischen 1667 und 1735 gehörte Stedten der Familie von Fensterer, Grabplatten der Fensterer befinden sich noch heute in der Bischlebener Kirche.

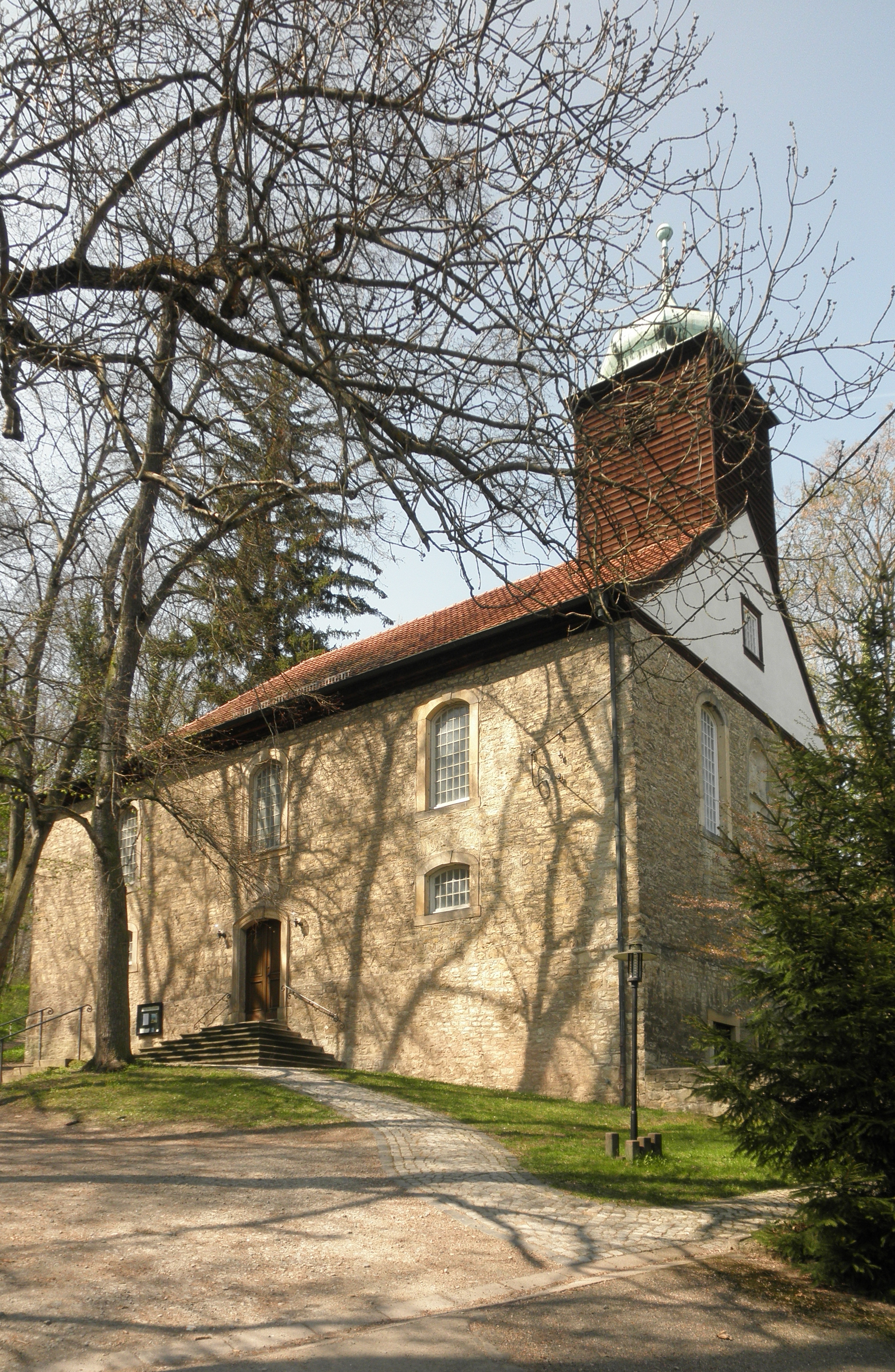
St.-Elisabeth-Kirche in Stedten

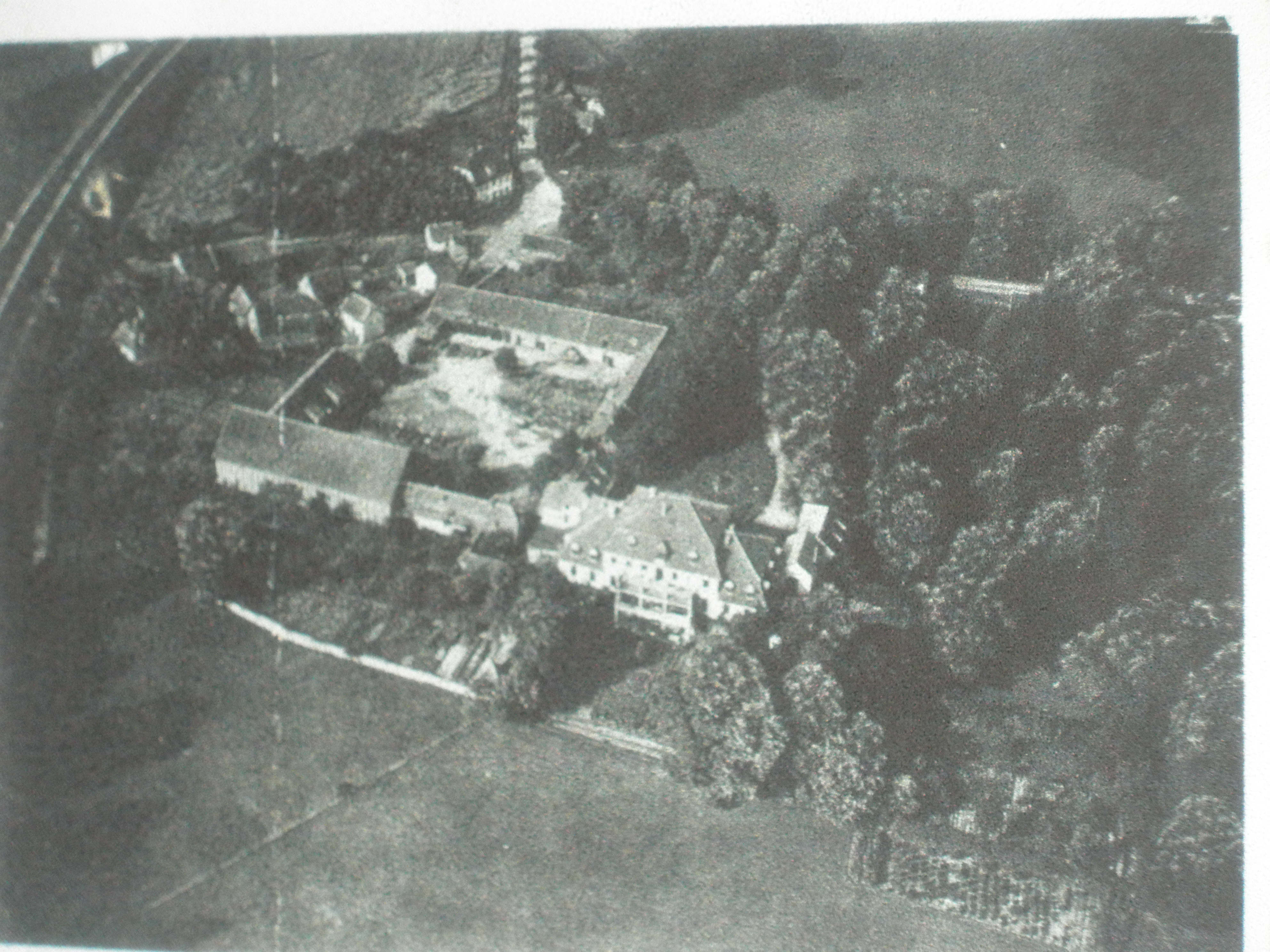
Schloss und Gut Stedten in 1930er Jahren

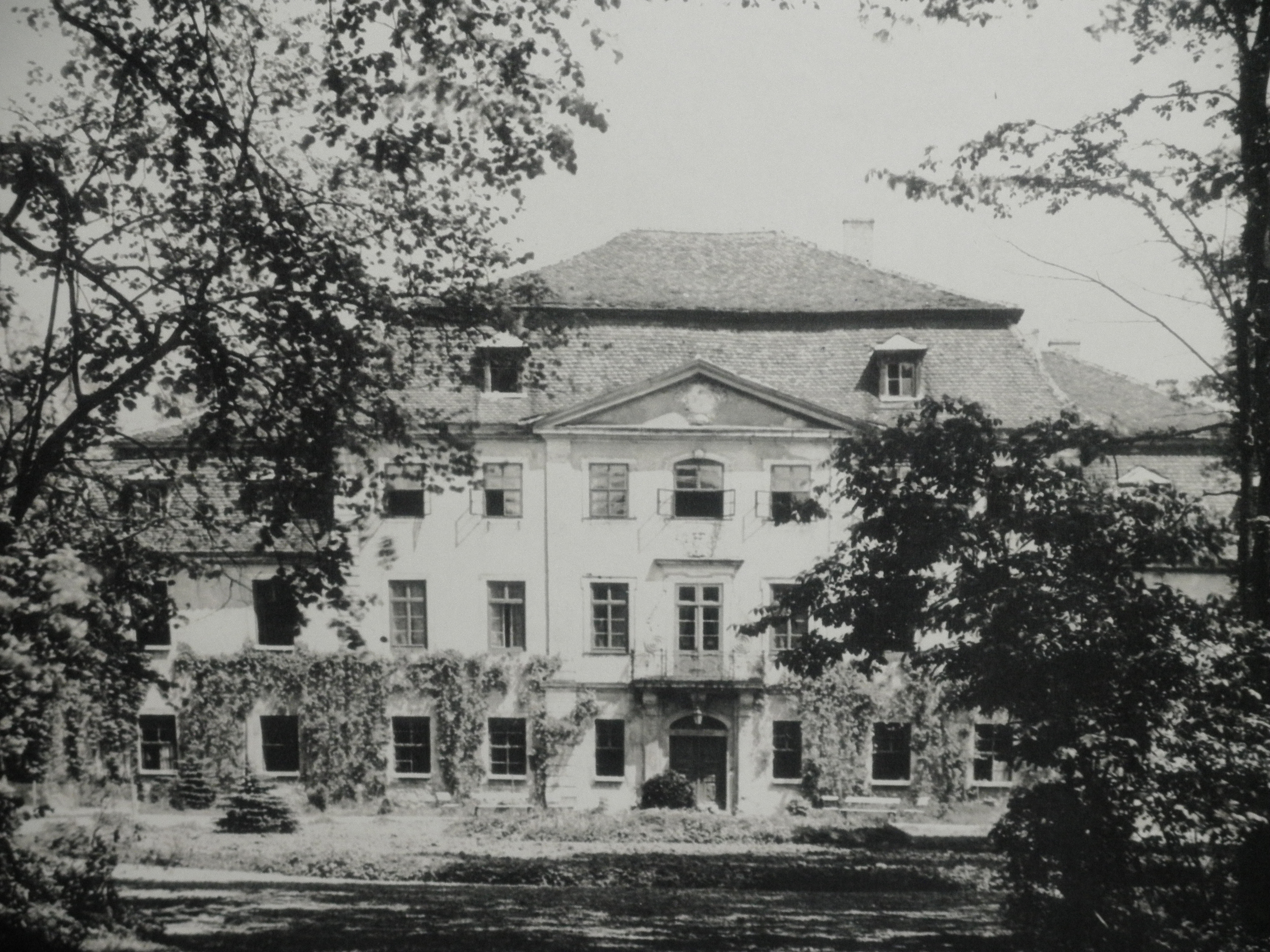
Schloss Stedten vor dem Abriss 1948

Im Jahre 1735 erwarb der aus dem Württembergischen stammende Hofmarschall und Staatsminister Christoph Dietrich von Keller das Rittergut. 1737, im Jahr seiner Adelserhebung, ließ er ein barockes Schloss und 1745 eine Kirche erbauen. Das Schloss hatte einen Vorgängerbau in Form einer Wasserburg, dafür sprechen die Lage im Auenbereich der Gera sowie überlieferte Zeichnungen. Das Barock-Schloss war ein großer zweigeschossiger Putzbau mit einem hohen Mittelrisalit. Es wurde auf der Hofseite durch das Hauptportal, einen Balkon und ein Wappen architektonisch betont. Den großen Saal zierten eine Stuckdecke mit einem monumentalen Gemälde, schöne Möbel und Ölgemälde die anderen Räume. Die kleine barocke Kirche am Fuße des Stedtener Wäldchens überstand im Gegensatz zum Schloss die sowjetische Besatzungszeit unbeschädigt. Der Sohn Christoph Dietrich von Kellers wurde 1789 in den Grafenstand erhoben, seine Familie unterhielt mit Wieland und Goethe freundschaftliche Beziehungen mit Besuchen der beiden Persönlichkeiten auf dem Schloss und Briefverkehr. So entwickelte sich Schloss Stedten zu einem „Ort der Musen“. Graf Dorotheus Christoph von Keller schickte drei seiner Söhne auf russischer Seite gegen Napoleon ins Feld, einer von ihnen trug 1817 die schwarz-rot-goldene Fahne der Burschenschaften zum Wartburgfest.
1844 begann der Bau der Thüringer Eisenbahn von Erfurt nach Gotha, die sich auch durch die Gemarkung Stedten zog. Stedten erhielt gemeinsam mit Bischleben einen Bahnhof, und Gustav Graf von Keller wurde erster Thüringer Eisenbahndirektor. 1848 vertrat er Erfurt auf der Frankfurter Nationalversammlung. Auf Grund seiner Verpflichtungen im Dienste des Kaisers Wilhelm II. verpachtete der aus der Potsdamer Linie stammende Friedrich Wilhelm Graf von Keller (1849–1932), im Jahr 1901 das Rittergut an einen Amtmann Beck († 1931). 1913 erwarb der Erfurter Kaufmann Tettenborn gräfliche Flächen entlang der Geratal-Straße zum Zwecke der Wohnbebauung; mit dieser wurde auf Grund des Ersten Weltkrieges und der sich anschließenden Wirtschaftskrise jedoch erst Ende der 1930er Jahre begonnen.
Der Sohn Friedrich Wilhelm Graf von Kellers, Alexander, der letzte männliche Erbe, fiel mit 17 Jahren im Ersten Weltkrieg. Sein Onkel Franz Graf von Keller übernahm nach dem Tode des alten Grafen 1938 Schloss und Rittergut. Die ledige Tochter des Grafen Friedrich Wilhelm von Keller, Lolo, unterhielt im Schloss weiterhin die 1925 gegründete Ländliche Haushaltungsschule des Reifensteiner Verbands. Ihre Schwester Marie war in den umliegenden Orten als couragierte Krankenpflegerin bekannt. Die beiden Schwestern erzogen in den 1930er Jahren drei Neffen/Nichten bei sich. Die Familie nahm schon während des Zweiten Weltkriegs Ausgebombte und Flüchtlinge im Schloss und Gut auf.
Zum 9. April 1923 wurde das bis dahin selbstständige Stedten der Gemeinde Bischleben zugeschlagen. Letztere blieb beim Landkreis Gotha, ehe sie am 1. Juli 1950 zur Stadt Erfurt kam.
Den Zweiten Weltkrieg selbst überstand das Dorf Stedten baulich unbeschadet. Es wurde um den 10. April 1945 kampflos von US-Truppen besetzt. Am Himmelfahrtstag 1945 (10. Mai) wurden bei der Explosion eines Munitionszuges Dächer, Türen und Fenster im Dorf zerstört, auch im Schloss. Anfang Juli 1945 wurde Stedten, wie ganz Thüringen, von den Amerikanern an die Rote Armee übergeben. Damit wurde es Teil der SBZ und ab 1949 der DDR. Mitte August 1945 zog die Besatzungsmacht in den Mittelteil des Schlosses ein. Am 8. Oktober 1945 mussten die 51 Bewohner des Schlosses, Flüchtlinge und die Schwestern von Keller, das Schloss binnen 12 Stunden für die Rote Armee räumen und lebten zum Teil über drei Tage im Schlosspark. Das Schloss wurde entschädigungslos enteignet, der Grundbesitz (210 ha) aufgeteilt, die Gutsgebäude abgetragen, das Schloss Stedten 1948/1949 abgerissen und gesprengt. Grundlage für den letztgenannten Vorgang war der berüchtigte sowjetische Befehl 209 zur Beseitigung deutscher Adelssitze. Teile des Baumaterials wurden zum Bau von Umsiedlerhäusern verwendet, andere als Füllmaterial der Dammbewehrung an der Bischlebener Mühle. Wertvolle Kulturgüter, Gemälde, Porzellan, Bibliothek und Archiv (reichte bis ins 16. Jahrhundert zurück) gingen in unbekannten Besitz über, landeten bestenfalls in benachbarten Museen oder wurden zerstört. Im ehemaligen Parkgelände des Herrenhauses stehen heute die genannten Umsiedlerhäuser und ein Gewerbebetrieb. Nachdem mit der Aufteilung des Gutsbesitzes 21 Neubauernstellen entstanden waren, wurde in den 1950er Jahren die LPG „Thomas Müntzer“ gebildet. 1949 hatte Stedten, auch durch den Zuzug Heimatvertriebener, 154 Einwohner.
Ein 1999 gegründeter „Freundeskreis Schloss Stedten“ kümmerte sich mit um die Wiederherstellung des verwahrlosten Friedhofs und um die Aufklärung und Darstellung der Schloss-Geschichte.
Stedten hat sich seit der Wende 1990 zu einem Ortsteil mit hohem Wohn- und Erholungswert entwickelt. Eine überdimensionierte Bebauung konnte auf Grund von Einschränkungen im Zusammenhang mit einer Trinkwasserschutzzone verhindert werden.

## Sehenswürdigkeiten
- Barocke Kirche St. Elisabeth von 1745, unter den Freiherr Christoph Dietrich von Keller als evangelische Kirche errichtet. Seit 1976 ist sie im Besitz der römisch-katholischen Gemeinde St. Elisabeth.

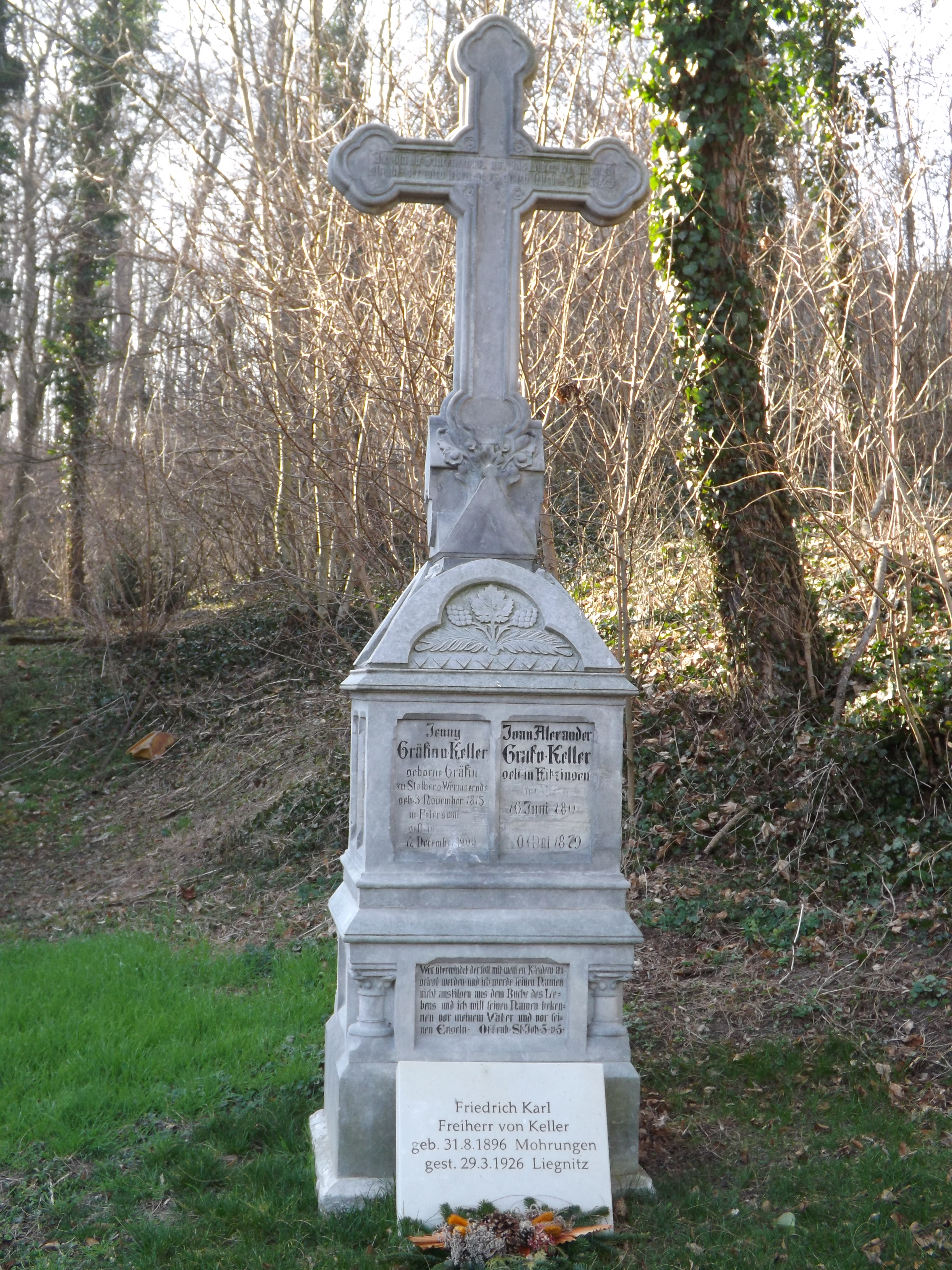
Grabmal Grafen von Keller

- Alter Kirchhof mit historischen Grabanlagen, über viele Generationen letzte Ruhestätte der Grafen von Keller. Der während der DDR-Zeit  vernachlässigte, Grabmal Grafen von Keller heute in Ordnung gebrachte und denkmalgeschützte Friedhof ist einer der ältesten seiner Art in Thüringen. Der Bürger- und Traditionsverein Bischleben-Stedten kümmert sich um ihn.
- Alte Eiche (Naturdenkmal) und davorstehender Gedenkstein mit entfernter Tafel. Die Traubeneiche wurde nach den Befreiungskriegen gegen Napoleon um 1814/15 gepflanzt. Sie wurde später „Kaisereiche“ genannt. Nach Erinnerung von Friedrich-Karl von Keller trug die nach 1945 entfernte Metalltafel die Inschrift aus dem „Dreikaiserjahr“ 1888: „Drei Kaiser erkoren, zwei Kaiser verloren“.
- Margarethe-Reichardt-Haus, nach Vorentwürfen des Bauhauskünstlers Konrad Püschel, in dem die der Bauhausschule entstammende Textildesignerin, Graphikerin und Meisterweber Margaretha Reichardt lebte und wirkte. Heute beherbergt es ein Museum, das eine Außenstelle des Angermuseums ist.[2]

## Gedenktafel

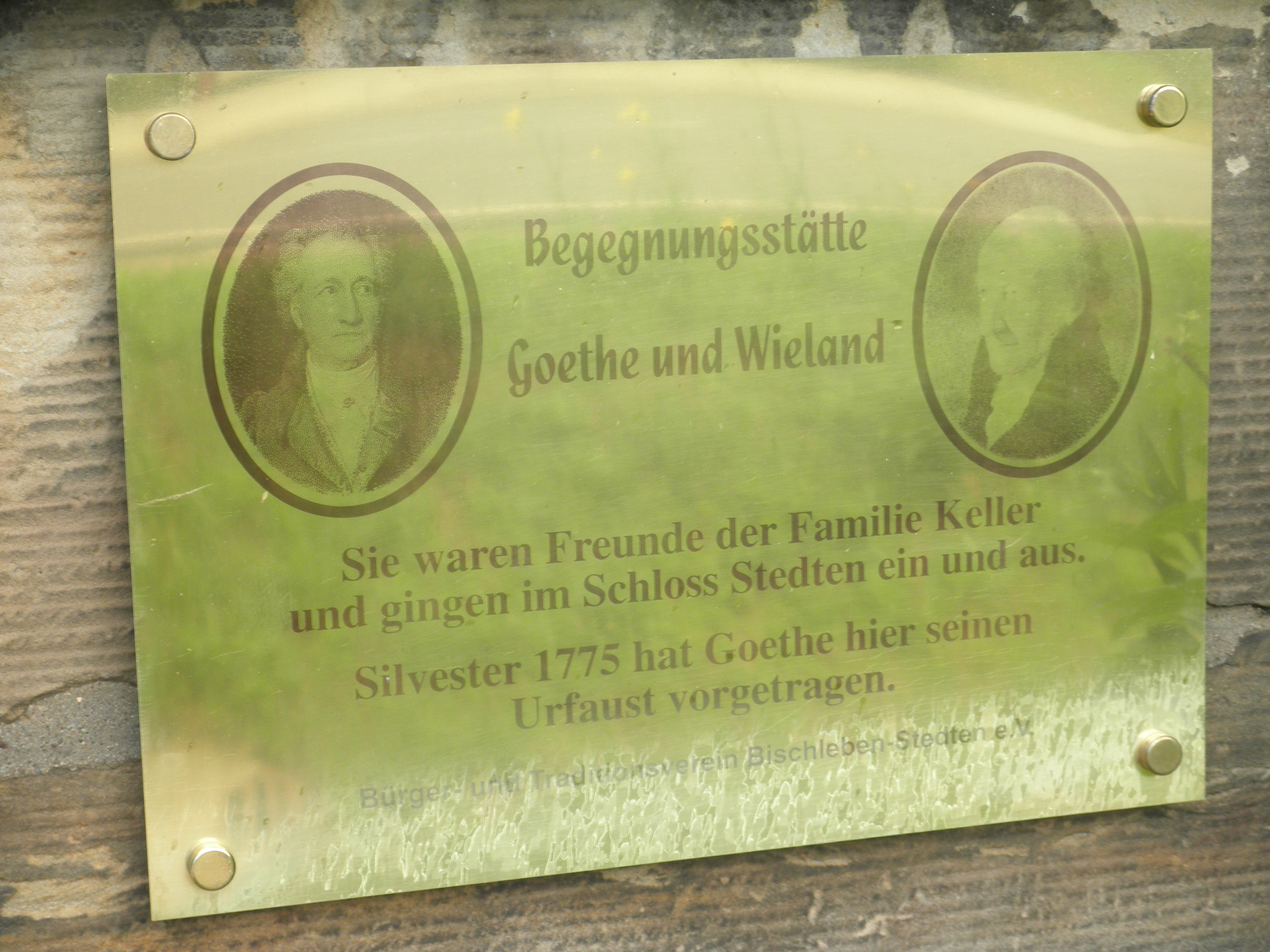
Erinnerungstafel an die beseitigte Dichter-Begegnungsstätte Schloss Stedten

Seit 2011 erinnert eine Gedenktafel am früheren Eingang zum Schloss- und Gutsbereich: „Begegnungsstätte Goethe und Wieland. Sie waren Freunde der Familie Keller und gingen im Schloss Stedten ein und aus. Silvester 1775 hat Goethe hier seinen Urfaust vorgetragen. Bürger- und Traditionsverein Bischleben-Stedten e. V.“